# Lenfilm

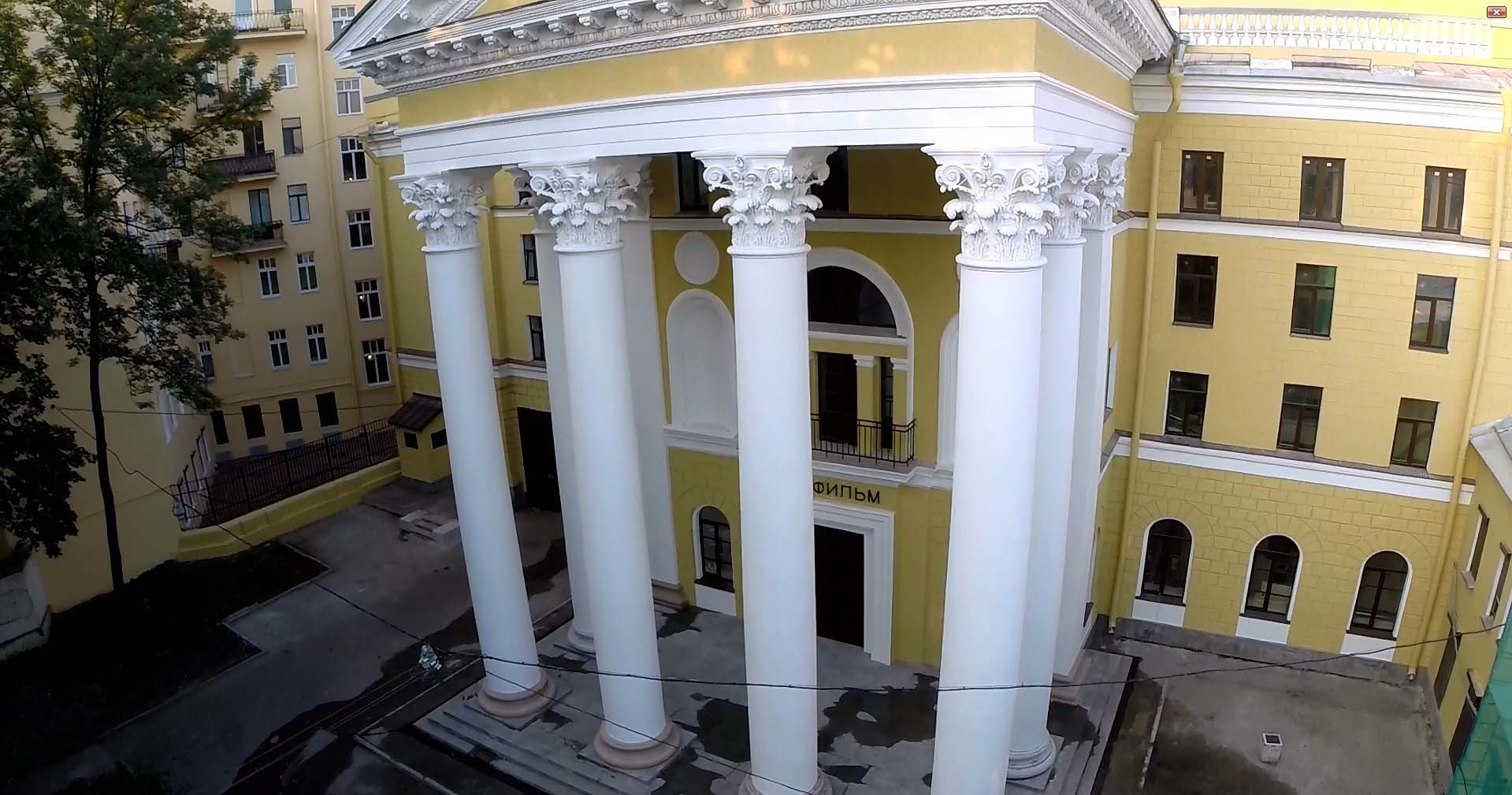
Główna siedziba studia

Lenfilm (ros. Киностудия Ленфильм) – rosyjska (niegdyś radziecka) wytwórnia filmowa z siedzibą w Petersburgu.

## Historia
Wytwórnia została utworzona w Piotrogrodzie w 1918 roku na bazie dwóch znacjonalizowanych wytwórni filmowych – Ominium Film i Neptun pod nazwą Piotrogradskij Kinokomitiet Sojuza Siewiernych Komun. Później jej nazwa była zmieniana aż osiem razy, by w końcu w 1934 roku stać się Leningradzką Fabryką „Lienfilm”.
W okresie II wojny światowej i blokady Leningradu wytwórnia została ewakuowana do Ałmaty i Samarkandy. Jednocześnie do 1944 nosiła nazwę Centralnaja Obiedinionnaja Kinostudija. Wielu jej operatorów pojechało na front kręcić kroniki wojenne, 359 z nich zginęło.
Logo wytwórni to pomnik Piotra I (słynny „Miedziany Jeździec”), podświetlany dwoma krzyżującymi się smugami reflektorów. Zostało ono opracowane przez artystkę Mariję Bołogowską i operatora filmowego Edgara Sztyrckobera i pojawia się przed wszystkimi filmami studia od 1966 roku do dziś. W 2015 roku logo przeszło wizualny lifting. Poza powszechnym skojarzeniem z wytwórnią, jest ono obecnie uważane również za jeden z symboli Petersburga.
W czasach ZSRR Lenifilm był drugą po Mosfilmie radziecką wytwórnią filmową. W sumie wytwórnia wyprodukowała ok. 1500 filmów pełnometrażowych.
Od 2004 Lenfilm jest w pełni prywatnym przedsiębiorstwem (OAO) należącym do kilku osób prywatnych i prywatnych studiów filmowych.

## Wybrane filmy
- 1934 – Czapajew
- 1935 – Młodość Maksyma
- 1937 – Powrót Maksyma
- 1939 – Maksym
- 1937 – Piotr I
- 1947 – Kopciuszek
- 1949 – Aleksandr Popow
- 1955 – Wieczór Trzech Króli
- 1956 – Dziadek Hassan
- 1957 – Don Kichot
- 1958 – Mister Iks
- 1960 – Dama z pieskiem (nagroda specjalna w Cannes w 1960)
- 1961 – Tygrysy na pokładzie
- 1962 – Diabeł morski (Srebrny Żagiel na MFF w Trieście w 1962)
- 1964 – Hamlet (Złoty Lew i nagroda jury na festiwalu w Wenecji w 1964, nagroda jury na festiwalu w San Sebastián w 1966, dwie nominacje BAFTA w 1966, nominacja do Złotego Globu w kategorii najlepszego filmu obcojęzycznego w 1967)
- 1976 – Błękitny ptak (nominowany do Nagrody Saturn w 1976)
- 1978 – Samotny głos człowieka (Grand-prix na festiwalu w Locarno w 1987)
- 1986 – Listy martwego człowieka (nagroda Francuskiej Federacji Kinowej w Cannes w 1987, grand-prix na festiwalu w Mannheim w 1986, nagroda za reżyserię na MFF w Madrycie w 1987)
- 1987 – Wyspa zaginionych okrętów
- 1990 – Taxi blues (nagroda dla najlepszego reżysera i nagroda jury w Cannes w 1990)